# Janez Peternelj
Janez Peternelj, slovenski športnik in partizan, * 26. december 1913, Delnice, Gorenja vas - Poljane, † 30. november 1943, Zagradec pri Grosupljem.

## Življenjepis
Bil je kmečki sin, rojen v Delnicah nad Škofjo Loko v družini z 8 otroki. Pred drugo svetovno vojno je bil član športnega društva Hermes in najboljši kolesar Jugoslavije, ki je leta 1940 zmagal na Dirki po Srbiji.
Med vojno je odšel v partizane. Kasneje so ga aretirali so ga poslali v taborišče v Gonarsu. Po vrnitvi iz taborišča se je ponovno priključil partizanom. Ubit je bil kot kurir zaradi izdajstva.
Leta 1962 so na Gimnaziji Škofja Loka dijaki in profesorji ustanovili Šolsko športno društvo Janeza Peternelja.